# Ibrahim Drame
Ibrahim Drame (1 november 1999) is een Nederlands basketballer die op het moment speelt voor Apollo Amsterdam in de DBL.

## Carrière
Drame geniet zijn basketbal opleiding bij Apollo Amsterdam in het U21 team. Daar kwam hij in seizoen 2018-2019 eveneens voor uit en werd met dat team kampioen van Nederland. Eind september 2019 werd bekendgemaakt dat hij deel zal uitmaken van de reeds vernieuwde hoofdmacht van Apollo Amsterdam.

## Erelijst
- Landskampioen U24 (2018)
- Landskampioen U21 (2019)